# Лондон еПри 2015
Лондон еПри 2015, официално име Виза Лондон еПри 2015, е първото еПри на Великобритания и десети и единадесети (последен) кръг в дебютния сезон 2014/2015 на Формула Е. Провежда се на 27 и 28 юни 2015 г. на пистата Батърсий Парк Стрийт Сиркуит в Лондон. Победата в първото състезание печели Себастиен Буеми пред Жером Д'Амброзио и Жан-Ерик Верн. Във второто Стефан Саразен първи пресича финалната линия, но след надпреварата е наказан с 49 секунди заради превишаване на енергийния лимит и пада до 15-ото място, като по този начин победата отива при Сам Бърд пред Жером Д'Амброзио и Лоик Дювал. Седмото място във второто състезание на Нелсиньо Пикет е достатъчно, за да завърши на точка преднина пред Себастиен Буеми в крайното класиране и да спечели шампионската титла при пилотите. Победата на Буеми в първото състезание носи предсрочно отборната титла на е.дамс-Рено.

## Преди състезателните дни
По първоначална идея в Лондон трябва да се състои последният десети кръг от сезона. След продължителни преговори между организаторите и местната управа в Лондон, през февруари 2015 г. в крайна сметка трасето в парка Батърсий не само е одобрено, но е взето решение в рамките на два дни да се проведат два старта, с което кръговете през сезона стават 11. Впоследствие се оказва, че те са решаващи за крайното класиране, защото след деветия кръг в Москва водачът при пилотите Нелсиньо Пикет има преднина от 17 пред Лукас ди Граси и 23 пред Себастиен Буеми, а шансове за титлата имат още Никола Прост, Жером Д'Амброзио и Сам Бърд, докато при отборите е.дамс-Рено води с 44 точки пред Ауди Спорт АБТ и 55 пред НЕКСТЕВ ТСР, а теоретични шансове за титлата имат още Драгън Рейсинг, Андрети Аутоспорт и Върджин Рейсинг.
За двата старта има общо пет промени при пилотите. В отбора на Върджин Рейсинг Фабио Лаймер заменя Хайме Алгерсуари, чиито състезателен лиценз временно е отнет от ФИА от съображения за здравословното му състояние, след като след състезанието в Москва той припада вследствие на дехидратация. В Трули ГП Алекс Фонтана заменя Витантонио Лиуци, който има ангажименти в Азиатските ГТ серии. В Андрети Аутоспорт Симона де Силвестро заема мястото на Скот Спийд, който пропуска предишния кръг в Москва (тогава заменен от Джъстин Уилсън). В тима на Амлин Агури Антонио Феликс да Коща, който има ангажимент в ДТМ, е заменен от Сакон Ямамото, бивш пилот на Супер Агури, Спайкър Ф1 и Хиспания Рейсинг във Формула 1. Оливър Търви заема мястото на Антонио Гарсия в НЕКСТЕВ ТСР.

## Първи ден – 10-и кръг

### Свободни тренировки, квалификация и наказания
Най-бързо време в първата свободна тренировка дава Стефан Саразен (1:26.450) пред Сам Бърд и Лукас ди Граси. Тренировката е прекъсната за известно време, след като Жером Д'Амброзио губи контрол над болида си, докато минава през една бабуна, намираща се на първия завой, удря се в стената и чупи окачване. Бабуната се намира на идеалната линия и минавайки през нея, всички болиди подскачат във въздуха. Затова е взето решение за втората тренировка въпросният завой да бъде променен, за да не се налага на пилотите да минават през нея. Освен това по време на цялото състезание на този завой ще бъдат развявани жълти знамена и изпреварването ще бъде забранено, а начало на състезанието ще бъде дадено с летящ старт зад колата на сигурността. Най-бърз във втората тренировка, започнала с известно закъснение заради извършването на промените на завой едно и съкратена с пет минути, е Жан-Ерик Верн (1:25.351), следван от Нелсиньо Пикет и Никола Прост. И тази тренировка е прекъсната в началото, този път заради Лоик Дювал, който се забива в предпазната стена.
Най-бърз в квалификацията е Себастиен Буеми (1:24.648), а след него остават Жером Д'Амброзио (1:25.104) и Лукас ди Граси (1:25.105). Сам Бърд, комуто е нужна победа в квалификацията, за да запази теоретичните си шансове за шампионската титла, остава девети и отпада от борбата за титлата. Ярно Трули дава 15-о време, но стартира от последното място заради наказанието с пет места за неколкократното заобикаляне на шикана на завой седем в предишния кръг в Москва.
С най-много гласове в гласуването на феновете за FanBoost са Оливър Търви, Нелсиньо Пикет и Сакон Ямамото.

### Състезание
Заради летящия старт зад колата на сигурността размествания в класирането няма. Тя се прибира в края на първата обиколка и още по това време колоната е разкъсана – само обиколка по-късно разликата между водача Буеми и дванадесетия Ник Хайдфелд вече е 15 секунди. В третата обиколка Верн използва грешка на Пикет и го изпреварва, а в седмата задминава и ди Граси за третото място. Първите спирания в бокса започват в 14-ата обиколка, като заради забавяне при смяната на болида Оливъл Търви излиза зад Лоик Дювал и Хайдфелд. Скоро след като излиза от бокса, Даниел Абт катастрофира в предпазната стена, което предизвиква излизането на колата на сигурността. Сакон Ямамото отпада с техническа повреда. След като всички пилоти минават през бокса, Буеми продължава да бъде начело пред Д'Амброзио, Верн, ди Граси, Пикет, Прост, Сена, Дювал, Хайдфелд и Бърд. По-късно Сена е наказан с преминаване през бокса заради превишена скорост в питлейна и от седмо пада на седемнадесето място, а Хайдфелд също губи позиции. Салвадор Дуран получава същото наказание заради същото провинение, като впоследствие то е превърнато в 49-секундно наказание. В последните обиколки Бърд успява да мине още две места напред и финишира на шеста позиция.
С победата си Буеми успява да съкрати изоставането си от Пикет в класирането само на пет точки и изпреварва ди Граси. Ди Граси също финишира пред Пикет и се доближава до него, но вече е на трета позиция. Освен Бърд по-рано през деня, вече и Д'Амброзио и Прост остават без теоретични шансове за титлата. Пилотите на е.дамс-Рено събират достатъчно точки, за да осигурят на отбора предсрочно шампионската титла.

### Резултати

#### Квалификация
| Поз.      | №  | Пилот               | Отбор             | Време    | Разлика | Решетка |
| --------- | -- | ------------------- | ----------------- | -------- | ------- | ------- |
| 1         | 9  | Себастиен Буеми     | е.дамс-Рено       | 1:24.648 |         | 1       |
| 2         | 7  | Жером Д'Амброзио    | Драгън Рейсинг    | 1:25.104 | +0.456  | 2       |
| 3         | 11 | Лукас ди Граси      | Ауди Спорт АБТ    | 1:25.105 | +0.457  | 3       |
| 4         | 99 | Нелсиньо Пикет      | НЕКСТЕВ ТСР       | 1:25.144 | +0.496  | 4       |
| 5         | 27 | Жан-Ерик Верн       | Андрети Аутоспорт | 1:25.182 | +0.534  | 5       |
| 6         | 8  | Никола Прост        | е.дамс-Рено       | 1:25.258 | +0.610  | 6       |
| 7         | 88 | Оливър Търви        | НЕКСТЕВ ТСР       | 1:25.829 | +1.181  | 7       |
| 8         | 21 | Бруно Сена          | Махиндра Рейсинг  | 1:25.879 | +1.231  | 8       |
| 9         | 2  | Сам Бърд            | Върджин Рейсинг   | 1:25.894 | +1.246  | 9       |
| 10        | 77 | Салвадор Дуран      | Амлин Агури       | 1:25.964 | +1.316  | 10      |
| 11        | 6  | Лоик Дювал          | Драгън Рейсинг    | 1:25.998 | +1.340  | 11      |
| 12        | 23 | Ник Хайдфелд        | Венчъри Гран При  | 1:26.128 | +1.480  | 12      |
| 13        | 66 | Даниел Абт          | Ауди Спорт АБТ    | 1:26.302 | +1.654  | 13      |
| 14        | 30 | Стефан Саразен      | Венчъри Гран При  | 1:26.318 | +1.670  | 14      |
| 15        | 10 | Ярно Трули          | Трули ГП          | 1:26.852 | +2.204  | 201     |
| 16        | 5  | Карун Чандок        | Махиндра Рейсинг  | 1:27.160 | +2.512  | 15      |
| 17        | 28 | Симона де Силвестро | Андрети Аутоспорт | 1:27.208 | +2.560  | 16      |
| 18        | 55 | Сакон Ямамото       | Амлин Агури       | 1:27.456 | +2.808  | 17      |
| 19        | 18 | Алекс Фонтана       | Трули ГП          | 1:28.083 | +3.435  | 18      |
| 20        | 3  | Фабио Лаймер        | Върджин Рейсинг   | 1:28.152 | +3.504  | 19      |
| Източник: |    |                     |                   |          |         |         |

Бележки:
- 1 – Ярно Трули е наказан да стартира с пет места назад заради провинение в предишния кръг.

### Състезание
| Поз.      | №  | Пилот               | Отбор             | Обиколки | Време/Отпадане    | Място | Точки |
| --------- | -- | ------------------- | ----------------- | -------- | ----------------- | ----- | ----- |
| 1         | 9  | Себастиен Буеми     | е.дамс-Рено       | 29       | 47:54.784         | = 0   | 281   |
| 2         | 7  | Жером Д'Амброзио    | Драгън Рейсинг    | 29       | +0.939            | = 0   | 18    |
| 3         | 27 | Жан-Ерик Верн       | Андрети Аутоспорт | 29       | +1.667            | 02    | 15    |
| 4         | 11 | Лукас ди Граси      | Ауди Спорт АБТ    | 29       | +2.409            | 01    | 142   |
| 5         | 99 | Нелсиньо Пикет      | НЕКСТЕВ ТСР       | 29       | +7.370            | 01    | 10    |
| 6         | 2  | Сам Бърд            | Върджин Рейсинг   | 29       | +7.762            | 03    | 8     |
| 7         | 8  | Никола Прост        | е.дамс-Рено       | 29       | +8.553            | 01    | 6     |
| 8         | 6  | Лоик Дювал          | Драгън Рейсинг    | 29       | +9.507            | 03    | 4     |
| 9         | 88 | Оливър Търви        | НЕКСТЕВ ТСР       | 29       | +10.032           | 02    | 2     |
| 10        | 30 | Стефан Саразен      | Венчъри Гран При  | 29       | +12.077           | 04    | 1     |
| 11        | 28 | Симона де Силвестро | Андрети Аутоспорт | 29       | +15.946           | 06    |       |
| 12        | 5  | Карун Чандок        | Махиндра Рейсинг  | 29       | +25.595           | 04    |       |
| 13        | 23 | Ник Хайдфелд        | Венчъри Гран При  | 29       | +41.034           | 01    |       |
| 14        | 3  | Фабио Лаймер        | Върджин Рейсинг   | 29       | +42.697           | 05    |       |
| 15        | 10 | Ярно Трули          | Трули ГП          | 29       | +43.273           | 05    |       |
| 16        | 21 | Бруно Сена          | Махиндра Рейсинг  | 29       | +48.423           | 08    |       |
| 17        | 77 | Салвадор Дуран      | Амлин Агури       | 29       | +1:01.9873        | 07    |       |
| Отп       | 18 | Алекс Фонтана       | Трули ГП          | 25       | +4 обиколки       | 01    |       |
| Отп       | 66 | Даниел Абт          | Ауди Спорт АБТ    | 15       | Катастрофа        | 06    |       |
| Отп       | 55 | Сакон Ямамото       | Амлин Агури       | 15       | Технически дефект | 02    |       |
| Източник: |    |                     |                   |          |                   |       |       |

Бележки:
- 1 – Три точки за първо място в квалификациите.
- 2 – Две точки за най-бърза обиколка.
- 3 – Салвадор Дуран е наказан с 49 секунди заради превишена скорост в бокса.

### Класиране след състезанието
| Поз | Пилот            | Точки |
| --- | ---------------- | ----- |
| 1   | Нелсиньо Пикет   | 138   |
| 2   | Себастиен Буеми  | 133   |
| 3   | Лукас ди Граси   | 125   |
| 4   | Жером Д'Амброзио | 95    |
| 5   | Никола Прост     | 87    |

| Поз | Конструктор       | Точки |
| --- | ----------------- | ----- |
| 1   | е.дамс-Рено       | 221   |
| 2   | Ауди Спорт АБТ    | 157   |
| 3   | НЕКСТЕВ ТСР       | 144   |
| 4   | Драгън Рейсинг    | 138   |
| 5   | Андрети Аутоспорт | 119   |

## Втори ден – 11-и кръг
Още след финала на надпреварата предишния ден неравността на завой едно е асфалтирана и така той отново придобива първоначално предвидената форма, с това отпада и нуждата от летящ старт зад колата на сигурността.

### Свободни тренировки, квалификация и наказания
С най-бързо време в първата свободна тренировка е Лоик Дювал (1:23.690) пред Себастиен Буеми и Сам Бърд. Тренировката е прекъсната на два пъти, първо след като болидът на Салвадор Дуран спира на пистата заради технически дефект, и по-късно, когато Симона де Силвестро се удря в предпазната стена. Жан-Ерик Верн не взима участие в тази тренировка заради здравословни проблеми. Най-бърз във втората тренировка е Буеми (1:23.642), следван от Дювал и Оливър Търви. Три минути преди края тренировката е прекратена заради катастрофа на Сакон Ямамото.
Най-бърз в квалификацията е Стефан Саразен (1:23,901) пред Жером Д'Амброзио (1:23,965) и Лоик Дювал (1:25.105). Когато първата група от пет пилоти излиза на пистата започва да вали дъжд, който се усилва значително след опитите на втората група да запише най-бърза обиколка. От това печели Себастиен Буеми, който е във втората група и дава пето време, докато останалите пилоти в борбата за титлата Пикет и ди Граси са в третата и четвъртата група, като заради лошите атмосферни условия никой от тези десет пилоти не успява да се доближи на по-малко от 8,5 секунди от Саразен; ди Граси остава на 11-а позиция, а Пикет – на 16-а. Сакон Ямамото катастрофира и поврежда болида си и не успява да запише бърза обиколка, а квалификацията е прекъсната докато пистата бъде разчистена.
С най-много гласове в гласуването на феновете за FanBoost са Оливър Търви, Себастиен Буеми и Нелсиньо Пикет.

### Състезание
Състезанието протича по най-добрия възможен начин за Пикет, който въпреки задната си позиция на старта успява да се добере до седмото място и съответно шест точки за класирането, които се оказват достатъчни, за да запази преднината си пред Буеми и ди Граси. Това обаче става не без помощта на Буеми, които се завърта след излизането си от бокса и губи една позиция спрямо Бруно Сена и след като не успява да го изпревари до края на надпреварата остава на пето място и само на точка зад Пикет в крайното класиране. Ди Граси се нуждае от добро свое класиране и слабо представяне на опонентите, но завършва шести и това дори не се оказва достатъчно за Ауди Спорт АБТ да запази второто си място при отборите.
След старта Дювал изпреварва Д'Амброзио за второто място. Буеми минава пред Сена и става пети, а останалите конкуренти за титлата ди Граси и Пикет успяват да спечелят съответно три и четири места. Въпреки че Пикет трябва да се пребори за още позиции, в началото той не натиска много, за да пести енергия и да влезе по-късно в бокса. В деветата обиколка Сакон Ямамото отпада след като удря отзад болида на Ярно Трули, после се забива в предпазната стена и чупи окачване. В същата обиколка болидът на Хайдфелд спира близо до входа за бокса, но той успява да го добута до бокса и да го смени с втория болид. Жан-Ерик Верн е наказан с преминаване през бокса заради превишаване на енергийния лимит и пада от девето до 17-о място. В 14-ата и 15-ата обиколка през бокса минават всички пилоти без Хайдфелд, който вече е направил това, и Пикет и Трули, който до този момент са изразходвали най-малко енергия. В 16-ата обиколка Буеми се завърта и болидът му остава в обратната посока на движението. Той е изпреварен само от Сена и към момента продължава да бъде пилотът, който би спечелил титлата, ако позициите останат непроменени. След като и Пикет и Трули сменят болидите си, челната десетка се състои от Саразен, Дювал, Бърд, Д'Амброзио, Сена, Буеми, ди Граси, Дуран, Търви и Пикет. При това стечение на обстоятелствата Пикет се нуждае от още три точки – поне осмо място или девето и най-бърза обиколка, за да стане шампион. Ди Граси има нужда не само от по-предно свое класиране, но и от грешки и загуба на места на конкурентите си. Оттук до края на състезанието Буеми многократно и безуспешно се опитва да изпревари Сена, като след финала двамата си отправят взаимни обвинения – според Буеми Сена се е движил прекалено бавно, докато Сена недоволства от агресивните опити на Буеми да го изпревари, при някои от които е закачал болида му и се е опитвал да го изблъска от пистата. В 19-ата обиколка Фабио Лаймер се удря в предпазната стена, което води до излизане на колата на сигурността и така пилотите отново са събрани един до друг. След подновяването на надпреварата в 21-вата обиколка, Бърд и Д'Амброзио успяват да изпреварят Дювал, а малко след това Търви пуска съотборника си Пикет пред себе си. Няколко завоя по-късно Пикет задминава и Дуран и така вече заема заветното осмо място, което би го оставило на точка пред Буеми в крайното класиране. Шест обиколки преди финала отпада Хайдфелд, който заради ранната смяна на болидите остава без енергия. Саразен пресича първи финалната линия, но още докато се прибира към бокса по радиото му е съобщено, че е наказан с 49 секунди заради превишаване на енергийния лимит и пада до 15-а позиция. Така втора победа през сезона грабва Сам Бърд пред Д'Амброзио и Дювал. Придвижването на пилотите с една позиция напред не променя разликата от една точка между Пикет и Буеми.

### Резултати

#### Квалификация
| Поз.      | №  | Пилот               | Отбор             | Време    | Разлика | Решетка |
| --------- | -- | ------------------- | ----------------- | -------- | ------- | ------- |
| 1         | 30 | Стефан Саразен      | Венчъри Гран При  | 1:23.901 |         | 1       |
| 2         | 7  | Жером Д'Амброзио    | Драгън Рейсинг    | 1:23.965 | +0.064  | 2       |
| 3         | 6  | Лоик Дювал          | Драгън Рейсинг    | 1:24.107 | +0.206  | 3       |
| 4         | 2  | Сам Бърд            | Върджин Рейсинг   | 1:24.241 | +0.340  | 4       |
| 5         | 21 | Бруно Сена          | Махиндра Рейсинг  | 1:24.318 | +0.417  | 5       |
| 6         | 9  | Себастиен Буеми     | е.дамс-Рено       | 1:24.385 | +0.484  | 6       |
| 7         | 23 | Ник Хайдфелд        | Венчъри Гран При  | 1:25.494 | +1.593  | 7       |
| 8         | 77 | Салвадор Дуран      | Амлин Агури       | 1:25.649 | +1.748  | 8       |
| 9         | 18 | Алекс Фонтана       | Трули ГП          | 1:25.689 | +1.788  | 9       |
| 10        | 10 | Ярно Трули          | Трули ГП          | 1:27.093 | +3.192  | 10      |
| 11        | 11 | Лукас ди Граси      | Ауди Спорт АБТ    | 1:32.570 | +8.669  | 11      |
| 12        | 88 | Оливър Търви        | НЕКСТЕВ ТСР       | 1:33.626 | +9.725  | 12      |
| 13        | 28 | Симона де Силвестро | Андрети Аутоспорт | 1:34.167 | +10.266 | 13      |
| 14        | 27 | Жан-Ерик Верн       | Андрети Аутоспорт | 1:35.032 | +11.131 | 14      |
| 15        | 8  | Никола Прост        | е.дамс-Рено       | 1:35.111 | +11.210 | 15      |
| 16        | 99 | Нелсиньо Пикет      | НЕКСТЕВ ТСР       | 1:35.284 | +11.383 | 16      |
| 17        | 3  | Фабио Лаймер        | Върджин Рейсинг   | 1:35.543 | +11.642 | 17      |
| 18        | 66 | Даниел Абт          | Ауди Спорт АБТ    | 1:38.473 | +14.572 | 18      |
| 19        | 5  | Карун Чандок        | Махиндра Рейсинг  | 1:41.232 | +17.331 | 19      |
| -         | 55 | Сакон Ямамото       | Амлин Агури       | 0        | 0       | 20      |
| Източник: |    |                     |                   |          |         |         |

### Състезание
| Поз.      | №  | Пилот               | Отбор             | Обиколки | Време/Отпадане         | Място | Точки |
| --------- | -- | ------------------- | ----------------- | -------- | ---------------------- | ----- | ----- |
| 1         | 2  | Сам Бърд            | Върджин Рейсинг   | 29       | 45:48.792              | 03    | 271   |
| 2         | 7  | Жером Д'Амброзио    | Драгън Рейсинг    | 29       | +6.973                 | = 0   | 18    |
| 3         | 6  | Лоик Дювал          | Драгън Рейсинг    | 29       | +9.430                 | = 0   | 15    |
| 4         | 21 | Бруно Сена          | Махиндра Рейсинг  | 29       | +10.147                | 01    | 12    |
| 5         | 9  | Себастиен Буеми     | е.дамс-Рено       | 29       | +10.689                | 01    | 10    |
| 6         | 11 | Лукас ди Граси      | Ауди Спорт АБТ    | 29       | +11.204                | 05    | 8     |
| 7         | 99 | Нелсиньо Пикет      | НЕКСТЕВ ТСР       | 29       | +11.561                | 09    | 6     |
| 8         | 77 | Салвадор Дуран      | Амлин Агури       | 29       | +12.402                | = 0   | 4     |
| 9         | 88 | Оливър Търви        | НЕКСТЕВ ТСР       | 29       | +14.142                | 03    | 2     |
| 10        | 8  | Никола Прост        | е.дамс-Рено       | 29       | +14.535                | 05    | 1     |
| 11        | 66 | Даниел Абт          | Ауди Спорт АБТ    | 29       | +23.170                | 07    |       |
| 12        | 28 | Симона де Силвестро | Андрети Аутоспорт | 29       | +24.610                | 01    |       |
| 13        | 5  | Карун Чандок        | Махиндра Рейсинг  | 29       | +31.501                | 06    |       |
| 14        | 18 | Алекс Фонтана       | Трули ГП          | 29       | +38.423                | 05    |       |
| 15        | 30 | Стефан Саразен      | Венчъри Гран При  | 29       | +48.68023              | 14    | 32    |
| 16        | 27 | Жан-Ерик Верн       | Андрети Аутоспорт | 28       | +1 обиколка            | 02    |       |
| Отп       | 23 | Ник Хайдфелд        | Венчъри Гран При  | 23       | Изчерване на енергията | 10    |       |
| Отп       | 3  | Фабио Лаймер        | Върджин Рейсинг   | 17       | Катастрофа             | 01    |       |
| Отп       | 10 | Ярно Трули          | Трули ГП          | 15       |                        | 09    |       |
| Отп       | 55 | Сакон Ямамото       | Амлин Агури       | 6        | Катастрофа             | = 0   |       |
| Източник: |    |                     |                   |          |                        |       |       |

Бележки:
- 1 – Две точки за най-бърза обиколка.
- 2 – Три точки за първо място в квалификациите.
- 3 – Стефан Саразен е наказан с 49 секунди заради превишаване на енергийния лимит.

### Класиране след състезанието
| Поз | Пилот            | Точки |
| --- | ---------------- | ----- |
| 1   | Нелсиньо Пикет   | 144   |
| 2   | Себастиен Буеми  | 143   |
| 3   | Лукас ди Граси   | 133   |
| 4   | Жером Д'Амброзио | 113   |
| 5   | Сам Бърд         | 103   |

| Поз | Конструктор     | Точки |
| --- | --------------- | ----- |
| 1   | е.дамс-Рено     | 232   |
| 2   | Драгън Рейсинг  | 171   |
| 3   | Ауди Спорт АБТ  | 165   |
| 4   | НЕКСТЕВ ТСР     | 152   |
| 5   | Върджин Рейсинг | 133   |